# Сапунов, Николай Александрович
Николай Александрович Сапунов — тульский купец 1-й гильдии, потомственный почётный гражданин, городской голова Тулы. В некоторых источниках купец и его родственники значатся под фамилией Сопуновы. Награжден орденом Льва и Солнца.

## Биография
Александр Иванович Сапунов родился 14 октября 1806 года. Он был купцом 3-й гильдии и основателем торговой династии. Александр Сапунов женился на Анне Степановне, родившейся 6 сентября 1810 года. Он перешел во 2-ю купеческую гильдию, а со временем смог стать купцом 1-й гильдии.
Александр Сапунов занимался благотворительностью и помогал городу. Благодаря участию Александра Ивановича Сапунова появился большой колокол на Сретенской колокольне. Всего на колокольне было 6 колоколов, общий вес которых составлял 300 пудов. Вес большого колокола превышал 203 пуда, он был создан благодаря стараниям Александра Ивановича Сапунова и его финансовой помощи. Об этом же была сделана надпись и на самом колоколе.
Старший сын Александра Ивановича и Анны Степановны — Николай Александрович Сапунов также занялся торговлей. Скорее всего, у него был еще младший брат — Павел Александрович Сапунов. Сапуновы жили в Чулковской слободе неподалеку от Демидовской Плотины.
6 декабря 1841 года был открыт первый тульский детский приют. Купец Сапунов вместе с купцом и почётным гражданином Ломовым были предложены на должности почётных старшин.
Имя Александра Ивановича Сапунова числится в списке благотворителей Тульского Николаевского детского приюта.
Александр Сапунов умер 23 июня 1848 года, а его жена 26 июня 1848 года.
Николай Сапунов в 1849 году благодаря своему капиталу уже числился в купцах 2-й гильдии. В 1857 году он уже стал потомственным почётным гражданином. Николай Александрович Сапунов оказывал помощь Николаевскому приюту, был казначеем Тульского губернского попечительства детских приютов.
В середине 1850-х годов Николай Сапунов был старостой Сретенской церкви. Он оказывал помощь больнице, построенной для бедных жителей города. Организовал фонд общества «Милосердие», которому оказывал финансовую поддержку. Известно, что он перевел на счет фонда около 400 рублей. Братья Сапуновы оказывали поддержку строительству Богоявленского собора, который числится в списке закрытых и снесенных храмов города Тулы. Проект храма был утвержден в 1854 году, а в 1855 году состоялась его закладка.
Павел Александрович Сапунов умер 1 апреля 1856 года на двадцать пятом году жизни.
В 1857 году Александр Иванович Сапунов стал городским головой. Персидский шах наградил его орденом Льва и Солнца.
На тульском кладбище сохранились могилы Александра и Анны Сапуновых. Также сохранился второй памятник — Павла Александровича Сапунова. По фамилии Сапуновых был назвал переулок в старой посадской части города. В 1920-х годах его переименовали, а в 1970-х годах, когда шло строительство Дома советов, он исчез совсем.